# Baki the Grappler
Baki the Grappler (グラップラー刃牙?) è un manga scritto e disegnato da Keisuke Itagaki. È stato originariamente serializzato sulla rivista di manga shōnen Weekly Shōnen Champion dal 1991 al 1999 e raccolto in 42 volumi tankōbon da Akita Shoten. La storia segue l'adolescente Baki Hanma mentre si allena e mette alla prova le sue abilità di combattimento contro una varietà di avversari diversi in combattimenti corpo a corpo mortali e senza regole.
La serie è stata seguita da cinque sequel nella stessa rivista; Baki (バキ? ufficialmente romanizzato come New Grappler Baki: Alla ricerca del nostro eroe più forte), che è stato serializzato dal 1999 al 2005 e raccolto in 31 volumi, Baki Hanma (範馬刃牙?, Hanma Baki, ufficialmente romanizzato come Baki: Son of Ogre), che è stato serializzato dal 2005 al 2012 e raccolto in 37 volumi, Baki-Dou (刃牙道?, Baki Dō, lett. "Lo stile di Baki"), che è stato serializzato dal 2014 al 2018 e raccolto in 22 volumi, una quinta serie, anch'essa chiamata Bakidou (バキ道?) ma con il nome di Baki scritto in katakana invece che in kanji, serializzata dal 2018 al 2023 e raccolta in 17 volumi, e Baki Rahen (刃牙らへん?, Baki Rahen, lett. "Baki e altri"), serializzato dal 2023.
Nel 1994 è stata pubblicata un'animazione video originale (OVA) di 45 minuti. Un anime di 24 episodi è andato in onda su TV Tokyo tra l'8 gennaio e il 25 giugno 2001, ed è stato rapidamente seguito da una seconda serie di 24 episodi dal 22 luglio al 24 dicembre 2001. Un'animazione netta originale (ONA) è uscita su Netflix tra il 25 giugno e il 24 settembre 2018, seguita da una seconda stagione che è uscita il 4 giugno 2020. Una terza serie è uscita dal 30 settembre 2021 al 24 agosto 2023. L'OAV è stato il primo ad essere concesso in licenza e pubblicato in Nord America, nel 1998 da Central Park Media, seguito dalla serie manga originale nel 2002 da Gutsoon! Entertainment (incompleto), e infine entrambe le serie anime nel 2005 di Funimation Entertainment. Media Do International ha iniziato a pubblicare la seconda serie manga in digitale nell'agosto 2018. La serie Baki è uno dei manga più venduti di tutti i tempi, con oltre 85 milioni di copie in circolazione.
In Italia il manga e la prima serie anime sono inedite.

## Trama
Baki Hanma è cresciuto dalla sua ricca madre, Emi Akezawa, che finanzia anche il suo addestramento nella speranza che possa essere un potente guerriero come suo padre, Yujiro Hanma. All'inizio della serie, Baki supera l'allenamento tradizionale e si dirige verso il seguito del percorso di addestramento del suo spietato padre e incontra molti potenti combattenti lungo la strada. Alla fine, Baki combatte contro suo padre e viene sconfitto senza una sfida. Emi che cerca di salvarlo viene uccisa da suo padre, facendo sì che Baki provi odio contro il suo vecchio.
Dopo essere stato picchiato, Baki viaggia per il mondo continuando il suo allenamento. Anni dopo trova un'arena di combattimento sotterranea dove combatte alcuni dei più potenti combattenti di vari stili di arti marziali. È qui che inizia veramente ad affinare le sue abilità nelle arti marziali. Intende diventare più forte, superare suo padre e continuare a sopportare e sopravvivere ai numerosi ostacoli che incontra nel suo viaggio.

## Personaggi
Molti dei personaggi sono ispirati a wrestler, lottatori di MMA o artisti marziali, pugili, assassini o persone illustri della vita reale.
Baki Hanma (範馬刃牙?, Hanma Baki)
Protagonista dell'intera serie, fin dai tre anni, per dieci anni si è addestrato nelle arti marziali sotto vari maestri. Decide poi di portare i suoi allenamenti ad un livello superiore alleandosi con il padre Yujiro. Rimane però deluso dalla sua estrema violenza e viene quasi ucciso da lui. Solo il sacrificio della madre gli salva la vita. La sua morte lo porta dunque ad allenarsi per diventare il combattente più forte del mondo e sconfiggere suo padre. Durante la saga dei condannati a morte viene avvelenato da Yanagi, ma riesce a guarire durante la partecipazione al torneo Raitai.
È doppiato da Kappei Yamaguchi (OAV), Masami Kikuchi (Baki the Grappler) e Nobunaga Shimazaki (BAKI e Baki Hanma) in giapponese e da Dario Sansalone in italiano.
Yujiro Hanma (範馬勇次郎?, Hanma Yūjirō)
Il padre di Baki e Jack, è conosciuto anche con il nome di Ogre e come "la più forte creatura sulla terra" (地上最強の生物?, Chijō Saikyō no Seibutsu). È noto per padroneggiare qualsiasi stile noto di combattimento e di arti marziali anche se preferisce usare la forza bruta. Yujiro è un uomo alto e possente con dei lunghi capelli rossi e sembra invecchiare molto lentamente. È estremamente forte a tal punto da poter bloccare con un pugno un terremoto. Quando fa sul serio, i muscoli della sua schiena assumono il volto di un demone che sorride oppure che piange quando Yujiro prova tristezza. Ha combattuto nei campi di battaglia disarmato già a sedici anni, durante la guerra del Vietnam, sfidando sia americani che vietcong e durante la guerra conobbe la soldatessa Diane Neil dalla quale ebbe un figlio di nome Jack. Si è dimostrato in grado di sconfiggere a mani nude un esercito di uomini armati e di resistere a proiettili e armi pesanti. Dopo la guerra, ebbe il rispetto da parte degli Stati Uniti, tanto che lo consideravano una potenza nazionale a sé stante; se tutti i futuri presidenti americani lo avessero tenuto in considerazione, in cambio Yujiro avrebbe lavorato per loro come mercenario. Yujiro afferma di avere, oltre a Baki e Jack, svariati altri figli sparsi in giro per il mondo e secondo lui lo cercheranno per sfidarlo. Yujiro sembra avere paura di quando si trova al centro dell'attenzione con molte persone che lo acclamano. Il fatto di essere diventato il più forte in assoluto, gli ha causato una grande noia, poiché non c'è più nessuno con cui può rivaleggiare. Yujiro da bambino amava i dinosauri, crescendo non smise di ammirarli, ritenendoli le creature più potenti che poplavano la terra e avrebbe voluto confrontarsi con uno di essi. Nello scontro finale con Baki, L'Ogre chinerà il capo davanti a Kozue, rigranziandola.
È doppiato da Kenji Nomura (Baki the Grappler) e Akio Ōtsuka (BAKI e Baki Hanma) in giapponese e da Mario Zucca in italiano.
Jack Hanma (ジャック・ハンマ?, Jakku hanma)
Figlio di Yujiro, avuto dalla soldatessa Diane Nail, e fratellastro maggiore di Baki. Sua madre fu violentata da Yujiro per vendetta poiché cercò di attirarlo in una trappola per farlo uccidere dall'esercito americano. Rimasta incinta da quella violenza, Diane partorì Jack e non lo rinnegò mai considerandolo invece la redenzione per le sue colpe. Crescendo Jack seppe infine dell'esistenza di suo padre e di suo fratello e iniziò ad allenarsi per rivaleggiare con loro. Gli allenamenti cui si sottopose furono così intensi da portarlo a compromettere il suo fisico. Ritenendosi ancora troppo debole, Jack venne trovato da uno scienziato al quale chiese, dopo aver visto suo padre sconfiggere un orso polare dieci volte più grosso di lui, di aiutarlo a creare un essere sovrumano in grado di superarlo. Lo scienziato lo aiutò ignaro però che Jack fosse figlio di Yujiro. La sua tecnica principale è il suo morso: egli vi ricorre quando è di fronte ad avversari molto forti; in altre parole, Jack in un combattimento morde i propri avversari provocandogli ferite molto serie agli arti, in modo che siano impossibilitati a proseguire il combattimento. Il morso di Jack è talmente forte da poter aprire una noce di cocco a morsi e masticare le ossa con facilità. Perde parte della mascella dopo uno scontro brutale con Pickle. Ingaggia una serie di scontri con Sikorsky e si batte anche con Mohammed Ali Jr vincendo entrambi gli scontri. Ingaggerà uno scontro all'ultimo sangue con Pickle, venendo però sconfitto. Venendo sconfitto in seguito anche da Motobe, sostituirà i suoi denti con delle protesi d'acciaio, potenziando enormemente il suo morso. A differenza di Baki, Jack svilupperà una capacità simile a quella di Yujiro di vedere, attraverso il corpo delle persone, trovando i loro punti deboli.
È doppiato da Kōichi Sakaguchi (Baki the Grappler) e Kenta Miyake (BAKI e Baki Hanma) in giapponese e da Gianluca Iacono in italiano.
Orochi Doppo (愚地独歩?, Doppo Orochi)
Anziano combattente molto forte, è cintura nera di karate e capo della scuola di Shinshinkai (神心会空?), è noto come Ammazzatigri (虎殺し?, Tora Koroshi) e si è addestrato per cinquant'anni nelle arti marziali. Nella prima serie sfida Yujiro tenendogli testa, ma finisce per perdere un occhio. Nella seconda parte, combatte nel torneo insieme a suo figlio Katsumi, giovane promessa della stessa arte del padre. Nel corso dei duelli, nel terzo round, sconfigge Amanai Yu e viene sconfitto da Goki Shibukawa. Durante la saga dei condannati a morte Dorian riesce a tagliargli la mano sinistra, ma Doppo riesce a farsela riattaccare sconfiggendo Dorian in seguito. Tuttavia Dorian riesce a vendicarsi irrompendo in casa di Doppo e deturpandolo con un esplosivo. È il protagonista del manga spin-off Baki Gaiden: Kenjin.
È doppiato da Shōzō Iizuka (OAV), Mugihito (Baki the Grappler) e Takayuki Sugo (BAKI e Baki Hanma) in giapponese e da Silvio Pandolfi (BAKI) e Pietro Ubaldi (Baki Hanma) in italiano.
Katsumi Orochi
Figlio di Orochi Doppo, è anche lui un esperto karateka e insegna nel dojo dello Shinshinkai del padre. È molto interessato a far evolvere il dojo, intrecciandolo con altri stili di lotta, al punto da chiedere la collaborazione di Kosho Shirogi e Retsu Kaioh (del quale è anche molto amico). Durante la saga dei condannati a morte viene ferito alla gola da Dorian, vendicandosi qualche giorno dopo dandogli fuoco. In seguito riesce a sconfiggere Doyle e i due fanno amicizia.
È doppiato da Keiji Fujiwara (Baki the Grappler) e Yoshihisa Kawahara (BAKI e Baki Hanma) in giapponese e da Marco Benedetti in italiano.
Mitsunari Tokugawa (徳川 光成?, Tokugawa Mitsunari)
È un vecchio che gestisce gli incontri nell'arena sotto il Tokyo Dome, dove i combattenti di tutto il mondo possono competere senza alcuna regola. Ha una grande conoscenza delle arti marziali pur non combattendo spesso e dei lottatori stessi, compresi compleanni e membri di famiglia. È un amico di Doppo Orochi e Antonio Igari. Conoscente intimo di Yujiro, è stato uno dei pochi a riuscire a metterlo fuori gioco. Tokugawa preferisce solitamente lasciare i combattimenti come sono, ma può capitare che possa cambiare le regole se ciò vuol dire amplificarne l'azione, arrivando a minacciare un dottore con un coltello mentre questi cercava di interrompere un combattimento.
È doppiato da Naoki Tatsuta (OAV), Naomi Kusumi (Baki the Grappler) e Mugihito (BAKI e Baki Hanma) in giapponese e da Riccardo Peroni in italiano.
Kaoru Hanayama (花山薫?, Hanayama Kaoru)
Un ragazzo che è anche il più forte Yakuza locale. Morto suo padre, fu adottato dallo zio che ne vedeva il grande potenziale. Nonostante sia gigantesco è in realtà molto giovane. Combatte con la forza bruta e la sua presa è così forte che può far esplodere un braccio e impedirne il flusso sanguigno. Baki lo considera un amico e d'altra mano Kaoru gli mostra rispetto porgendo spesso i suoi omaggi sulla tomba di sua madre. Sconfitto da Baki, partecipa al torneo nella seconda serie sconfiggendo facilmente Katsumi Orochi. Kaoru è il protagonista di due manga spin-off, Baki Gaiden: Scarface e Baki Gaiden: Kizuzura. Durante la saga dei condannati a morte si scontra con il fuorilegge Spec e lo sconfigge, finendo però con la faccia sfigurata.
È doppiato da Masayuki Nakata (Baki the Grappler) e Takuya Eguchi (BAKI e Baki Hanma) in giapponese e da Lorenzo Scattorin in italiano.
Yu Amanai (天内悠?, Amanai Yu)
Un soldato geneticamente modificato. Avrebbe dovuto sconfiggere Yujiro ma diventa suo allievo dopo che egli rapisce il presidente degli Stati Uniti. La sua tecnica è basata sulla calma, contrapposta a quella della rabbia di Yujiro. Yu infatti disprezza Yujiro per il suo modo di infierire sugli sconfitti, al punto di colpirlo senza paura accusandolo del poco rispetto che ha per i più deboli. Entra nel torneo sostituendo un lottatore che Yujiro uccide prima che egli possa entrare. Sconfitto Yamamoto Minoru, viene a sua volta sconfitto da Doppo Orochi, e, dopo aver supplicato Tokugawa di finire l'incontro, viene ucciso da Yujiro.
È doppiato da Masaya Takatsuka in giapponese.
Biscuit Oliva (ビスケット・オリバ?)
Un ex-assassino cubano che lavora per gli Stati Uniti. Considerato il secondo uomo più forte al mondo dopo Yujiro del quale è molto amico, possiede un corpo enorme e quasi invincibile. Molto educato, Oliva non pratica arti marziali e preferisce invece usare la forza bruta che dimostra quando solleva un grosso elicottero militare senza problemi e quando distrugge con facilità le porte d'acciaio della prigione di Arizona dove era rinchiuso. Possiede anche una tecnica speciale tramite la quale si arrotola in una sfera di muscoli immune a qualsiasi attacco, per poi sferrarsi contro il suo avversario e stritolarlo. Partecipa al torneo dove sconfigge Ron Shobun e Yoh Kaioh è viene in seguito sconfitto da Baki. In seguito affronta Sukune dal quale viene duramente sconfitto.
È doppiato da Yuusaku Yara (Baki the Grappler) e Hōchū Ōtsuka (BAKI e Baki Hanma) in giapponese e da Vittorio Bestoso (BAKI e Baki Hanma stagione 1) e Riccardo Rovatti (Baki Hanma stagione 2) in italiano.
Kozue Matsumoto (松本こずえ?)
Compagna di classe di Baki Hanma, i due col tempo s'innamorano fino a mettersi insieme. Inizialmente non sa della reale identità di Baki e del mondo violento di combattenti dove egli vive; dopo averlo scoperto, sceglie comunque di stare vicino a Baki, poiché sa che il suo destino è quello di un combattente. Nonostante le apparenze, Kozue possiede una volontà e uno spirito forti come quelli di Baki e dei suoi amici combattenti, non provando timore verso di loro: non teme infatti di dire quello che pensa, arrivando a calciare Hanayama colma di disprezzo per come lui giudicava le donne di poco conto, intimorendolo con le parole. La sua forza e il suo temperamento nel mondo del combattimento hanno portato molti lottatori a provare rispetto per lei, colpiti dalla sua forza d’animo. Nello scontro tra Baki e suo padre Yujiro, Kozue supera l'intera folla cittadina e avanzerà senza paura verso di loro, dichiarando che il loro, non è uno scontro e che sono entrambi noiosi, per il loro modo di parlare e poi darsi i colpi. Kozue Matsumoto è alta 159 centimetri e ha 17 anni.
È doppiata da Yumi Tōma (OAV), Sachiko Kojima (Baki the Grappler) e Sora Amamiya (BAKI e Baki Hanma) in giapponese e da Martina Felli in italiano.
Yuichirō Hanma (半馬雄一郎?, Hanma Yuchirō)
È il padre di Yujiro Hanma e nonno di Baki e Jack ed era prima di suo figlio la creatura più forte del mondo. Si mostra come un uomo molto imponente e muscoloso, la cui grandezza fisica è superiore perfino a quella di Biscuit Oliva, con dei lunghi capelli legati con un laccio e uno sguardo mite. È noto per aver sconfitto, prima di Yujiro, gli statunitensi nella piccola isola di Okinawa durante la seconda guerra mondiale, uccidendo duemila soldati americani e il comandante usando una sola tecnica. L'intera flotta della marina americana, saputo della sua fama, bombardò l'isola con l'intento di ucciderlo ma riuscirono soltanto a ridurre l'isola in macerie, mentre Yuichiro ne uscì illeso. Appare durante lo scontro tra Baki e Yujiro dove prende in giro quest'ultimo poiché non riesce a sconfiggere un bambino. Considera suo figlio un bambino molto problematico.
È doppiato da Hidekatsu Shibata in giapponese e da Giorgio Melazzi in italiano.
Nonna Hanma
Madre di Yujiro, moglie di Yuichiro e nonna paterna di Baki e Jack. È una donna molto bella con lunghi capelli neri. Quando partorì Yujiro nel 1960, fu subito presa dalla paura, riuscendo in qualche modo a capire già il volere del figlio appena nato e sentendo fin da subito che emanava un'aura minacciosa. Yujiro sviluppò subito consapevolezza propria e impose all'istante il suo volere sulla madre sottomettendola. L'esperienza avuta col figlio Yujiro la sconvolse emotivamente, al punto di non volere più figli. Quando Yujiro iniziò ad andare per la propria strada, la madre abbandonò il luogo dove abitava e bruciò la propria casa, raggiunse un tempio sulle alte montagne, si fece monaca e divenne in seguito il capo del tempio. Disprezza Yujiro e prova vergogna per avere messo al mondo un mostro.
Pickle
Un uomo gigantesco vissuto nel periodo giurassico. Venne ritrovato chiuso in un ghiacciaio intento a combattere contro un T-rex. Credendolo morto, si scoprì che in realtà era ancora vivo, dormiente in un naturale stato d'ibernazione. Pickle si rivela essere un anello mancante nella scala dell'evoluzione dell'uomo. Leader di una comunità di uomini primitivi sovrumani che vissero nel periodo giurassico, Pickle non aveva predatori naturali se non se stesso e arrivava a cacciare e affrontare da solo ogni tipo di dinosauro, compresi quelli più feroci e il suo avversario più ricorrente era un grosso T-Rex alto 9 metri col quale ingaggiava scontri all'ultimo sangue. La sua vita nel mondo moderno è molto complicata perché essendo cresciuto in una tribù di indole guerriera non è abituato a stare in mezzo a persone pacifiche. Incontrerà una reporter della quale si innamora e in seguito si fidanzerà con lei. Sebbene non sia in grado di parlare ed emetta solo versi una voce nella sua testa descrive sempre ciò che sta facendo in quel momento usando la prima persona come se fosse lo stesso Pickle a descriverlo. Lo scontro tra Baki e Yujiro attira la sua attenzione, volendo anche lui combattere. Baki per tutta risposta gli molla un pugno così forte da rompergli un dente. Il volto furioso di Baki spaventano Pickle, avendo compreso di essere stato sgridato per essersi intromesso, questo gli ha fatto anche imparare la prima regola di come si vive in società. Come detto dalla voce narrante, Pickle ha una vista otto volte superiore a quella umana. Possiede inoltre poteri medium ed è in grado di vedere gli spiriti come dimostrato quando si spaventa nel vedere quello di Yuichiro. Sembra possedere anche miracolose capacità rigenerative, in quanto il canino spezzato da Baki, gli è infine ricresciuto. Yujiro bramava di scontrarsi con lui, ma viene fermato dal desiderio e dalla volontà degli scienziati e della popolazione mondiale, in quanto Pickle è un patrimonio storico vivente, dell'intera umanità e rischiare che muoia sarebbe imperdonabile. Yujiro Hanma e Doppo Orochi hanno discusso di come Pickle, congelatosi per milioni di anni, sia stato infine risvegliato nell'era moderna in quel preciso momento, arrivando a conclusione che tutto ciò non sia stato frutto di un caso, ma di una volontà superiore.
È doppiato da Bin Shimada in giapponese e da Luca Sandri in italiano.
Retsu Kaioh
Figura leggendaria del suo paese, padroneggia 4000 anni di esperienza di kenpo. È uno dei migliori amici di Baki e al torneo si scontra con Son Kaioh e Jyaku Kaioh sconfiggendoli entrambi. Affronta poi Pickle che gli mangia una gamba. Dona il suo braccio sinistro a Katsumi come segno della loro amicizia e troverà la morte sfidando Musashi Miyamoto.
È doppiato da Kunihiko Yasui (Baki the Grappler) e Rikiya Koyama (BAKI e Baki Hanma) in giapponese e da Giorgio Ginex in italiano.
Spec
Serial killer americano con un beffardo senso dell'umorismo, viene tenuto rinchiuso in una prigione subacquea. Evade facilmente uccidendo tutte le guardie, recandosi poi in Giappone dove comincia a uccidere a caso e a presentarsi in maniera beffarda alla stazione di polizia. Sebbene abbia un corpo molto muscoloso è molto vecchio, cosa scoperta dopo il suo scontro con Kaoru Hanayama. Non pratica arti marziali ma è in grado di nuotare velocissimo a grandi profondità, può resistere ai proiettili e ingurgitare e nascondere nel suo corpo oggetti come pistole e piccole bombe; è in grado di stare in apnea a lungo e durante l'apnea può sferrare attacchi sovraumani. Cerca di attaccare Baki e Kozue, ma viene fermato dall'intervento di Kaoru Hayanama con cui ingaggia una lotta molto cruenta. Mette difficoltà lo yakuza riuscendo anche sfigurargli la faccia, ma alla fine viene sconfitto e mandato in coma.
È doppiato da Atsushi Imaruoka (OAD) e Chafurin (BAKI) in giapponese e da Massimiliano Lotti in italiano.
Dorian Kaioh
Membro dei 5 prigionieri, è un uomo enorme con barba e capelli bianchi. Pecora nera dei Kaioh che lo hanno rinnegato a causa del suo istinto da assassino, è estremamente forte in combattimento. Poco dopo la sua evasione fa irruzione all'interno del dojo dello Shinshinkai ferendo gravemente Katsumi Orochi, inimicandosi poi l'intero dojo per aver massacrato Kiyosumi Kato. Viene sconfitto da Doppo Orochi dopo una dura lotta, ma si vendica poco dopo deturpando lo stesso Orochi con un esplosivo contenuto nel suo polso. Verrà poi duramente sconfitto da Retsu Kaioh e il colpo subito è talmente duro da far regredire la sua mente a quella di un bambino di 5 anni. Dopo l'incidente viene affidato a chi gestisce il luogo dove divenne Kaioh per una riabilitazione.
È doppiato da Unshō Ishizuka (OAD) e Banjō Ginga (BAKI) in giapponese e da Riccardo Rovatti in italiano.
Sikorsky
Membro dei 5 prigionieri, proviene dalla Russia sebbene non ne abbia il tipico accento. Evade da una prigione di massima sicurezza e raggiunge Tokyo dove sfigura il lottatore Kanji Igari e prende in ostaggio Kozue per attirare Baki, venendo però sconfitto da quest'ultimo in due occasioni. Dopo una battaglia contro Jack Hanma, fratello di Baki, arriva poi nell'arena di Tokugawa dove viene facilmente sconfitto da Gaia e rimesso in prigione.
È doppiato da Daisuke Ono (OAD) e Kenjiro Tsuda (BAKI) in giapponese e da Diego Baldoin in italiano.
Hector Doyle
Serial killer inglese, è un membro dei 5 detenuti e sfugge alla sedia elettrica per raggiungere il Giappone. Arrivato a destinazione irrompe nella scuola di Baki e successivamente si infiltra nella stazione di polizia per scontrarsi con Biscuit Oliva. Combatte poi contro altri lottatori venendo finalmente sconfitto da Katsumi Orochi. Dopo la sconfitta cambia comportamento diventando molto più gentile, ma durante uno scontro con il detenuto Yanagi perde l'uso della vista. In seguito si scopre che si è anche rotto i timpani per allenare il suo senso del tatto. In combattimento fa un massiccio uso di oggetti come lamette, pugnali, esplosivi e giubbotti antiproiettile.
È doppiato da Wataru Hatano (OAD) e Takehito Koyasu (BAKI) in giapponese e da Alessandro Capra in italiano.
Ryūkō Yanagi
Unico membro giapponese dei 5 prigionieri, è talmente pericoloso da essere rinchiuso in una cella fatta di vetro antiproiettile. Fuggito in Giappone assieme agli altri condannati, incontra Baki e il suo ex-maestro Gouki Shibukawa, scontrandosi con loro. Dopo aver accecato Doyle affronta nuovamente Baki, che Yanagi riesce ad avvelenare usando la tecnica della mano velenosa nella quale è molto esperto. Dopo la sfida con Baki perde la mano destra contro Izo Motobe, venendo poi messo fuori combattimento e deturpato da Yujiro Hanma. Tuttavia dopo essere stato sconfitto la sua mano destra viene sostituita con un uncino da degli scienziati.
È doppiato da Hisao Egawa (OAD) e Issei Futamata (BAKI) in giapponese e da Danilo Bruni in italiano.
Scimmia Yasha
Amico di Baki, è un gigantesco gorilla bianco che si allenava con lui. Viene ucciso brutalmente da Yujiro. Ha un figlio col suo stesso nome che prende il suo posto.
È doppiata da Eiji Yanagisawa in giapponese.
Gōki Shibukawa
È un vecchio che gestisce una scuola di combattimenti e mentore di Yanagi. Cintura nera di aikido, sebbene sia piccolo di statura riesce a battere avversari più grossi di lui come Jack Hanma o Kyogei. Durante la saga dei condannati a morte si allea con Baki per sfidare Ryuko Yanagi.
È doppiato da Hiroshi Naka (Baki the Grappler) e Bin Shimada (BAKI e Baki Hanma) in giapponese e da Mario Scarabelli in italiano.
Jun Guevaru
Conosciuto anche come Che Guevara e Numero 2, è un prigioniero proveniente dall'Argentina. Secondo solo a Biscuit Oliva, è rispettato e temuto da tutti gli altri prigionieri e per via della sua posizione gli sono concessi privilegi di norma proibiti come fumare e combattere contro altri prigionieri senza alcuna conseguenza. Dopo aver avuto un piccolo alterco con Baki e aver messo in fuga il trio The Mouth salvando il compagno di cella Iron Michael, combatte contro Oliva. Apparentemente Guevaru riesce a vincere ma in realtà viene duramente sconfitto da Oliva, guadagnandosi comunque il rispetto di Unchained. Dopo lo scontro decide di evadere dalla prigione per tornare a casa sua.
È doppiato da Kenji Nomura in giapponese e da Patrizio Prata in italiano.
Gaia Nomura
Un giovane mercenario leader di un gruppo di soldati scelti. Ha una personalità multipla e la sua forza varia in base alla personalità dominante in quel momento. Sconfitto da Baki prima e da Yujiro dopo, si scontra poi con Jack e i due diventeranno amici. Si scontra anche con Sikorsky riuscendo a sconfiggerlo facilmente.
È doppiato da Kōji Yusa (Baki the Grappler) e Ayumu Murase (BAKI e Baki Hanma) in giapponese e da Alessandro Germano in italiano.
Kaku Kaioh
Capo dei Kaioh nonché il più forte di essi, è un uomo molto vecchio ma allo stesso tempo molto forte. 100 anni fa era noto per avere un corpo più duro dell'acciaio. Partecipa al torneo dove sconfigge facilmente Samwan Kaioh ma verrà sconfitto a sua volta da Yujiro. È in grado di fermare il suo battito cardiaco per fingersi morto. Ha un figlio di nome Shunsei, anch'egli lottatore.
È doppiato da Kenichi Ogata in giapponese e da Gianni Quillico in italiano.
Jaku Kaioh
Allievo di Kaku Kaioh, è un uomo calvo e di media statura (ma molto muscoloso) con una barba marrone. Il suo stile di combattimento è basato su colpi leggeri ma molto forti. Partecipa al torneo dove sconfigge facilmente Chin Kaioh e viene sconfitto da Retsu Kaioh guadagnandosi però il suo rispetto. Sembra essere molto interessato ad allenare la cosiddetta "nuova generazione giapponese", al punto da chiederlo a chiunque affronti.
È doppiato da Yutaka Aoyama in giapponese e da Massimiliano Lotti in italiano.
Ryu Kaioh
Maestro di Retsu Kaioh, è un vecchio imponente e muscoloso con una folta barba bianca. Partecipa al torneo dove viene facilmente sconfitto da Yujiro che gli strappa addirittura la faccia.
È doppiato da Mitsuru Ogata (Baki the Grappler) e Shōzō Iizuka (BAKI) in giapponese e da Cesare Rasini in italiano.
Shunsei Kaku
Figlio di Kaku Kaioh, partecipa al torneo entrando a far parte della Coalizione Cinese capitanata dal padre. Combatte contro Baki venendo però sconfitto in pochi secondi e poco dopo viene aspramente rimproverato da suo padre che lo vede come una delusione.
È doppiato da Hiroki Yasumoto in giapponese e da Massimo Di Benedetto in italiano.
Yoh Kaioh
Amico di Retsu Kaioh, ha seguito un durissimo allenamento per rendere il suo corpo più duro del diamante. Partecipa al torneo venendo però sconfitto facilmente da Biscuit Oliva che gli spezza la spina dorsale.
È doppiato da Yasuhiko Kawazu in giapponese e da Matteo Zanotti in italiano.
Samwan Kaioh
Unico Kaioh thailandese, utilizza il muay thai come stile di lotta. Viene sconfitto in 8 secondi da Kaku Kaioh durante il torneo. In seguito ha un alterco con Yujiro Hanma, venendo facilmente sconfitto anche dall'Ogre.
È doppiato da Takanori Hoshino in giapponese e da Giorgio Falconi in italiano.
Chin Kaioh
Uno dei numerosi Kaioh che partecipano al Torneo Raitai. Affronta Jaku Kaioh venendo sconfitto.
È doppiato da Daichi Endo in giapponese e da Alberto Sette in italiano.
Son Kaioh
Proveniente dalla Cina, è diventato Kaioh a soli 13 anni ed è quindi il più giovane di essi. Ha una presa sufficiente a rompere un tirapugni fatto di metallo. Partecipa al torneo dove viene sconfitto da Retsu Kaioh.
È doppiato da Yoshiyuki Kono in giapponese e da Dario Dossena in italiano.
Ron Shobun
Celebre combattente proveniente dalla Cina, usa una tecnica che gli permette di essere invincibile finché ha le mani in tasca. Partecipa al torneo dove viene sconfitto da Biscuit Oliva che gli rompe il naso.
È doppiato da Hideaki Tezuka in giapponese e da Claudio Loppia.
Maria
È la fidanzata di Biscuit Oliva. Si mostra come una donna tremendamente obesa con limpidi occhi azzurri e capelli biondi, quasi di platino. Vive nelle stanze private di Biscuit nella prigione. Tempo addietro, Maria era una donna bellissima, dovunque andasse gli uomini si voltavano a guardarla. Un giorno si ammalò gravemente, e dovette assumere svariati farmaci per salvarsi. Gli effetti compromisero il suo corpo sensuale, facendola diventare obesa. Biscuit la ama perdutamente e fa qualunque cosa per lei. Rivela che è stato per amor suo che decise di avere un corpo dalla forza sovrumana, così da poterla prendere in braccio. Nonostante Biscuit dica con cuore sincero di trovarla bellissima, Maria prova un profondo disgusto, verso se stessa per ciò che è diventata. Nonostante tutto anche lei ama molto Biscuit. Nello scontro tra Biscuit e Baki, percependo il pericolo del suo amato, Maria con forza sorprendente, riesce a muoversi raggiungendo infine i due, lasciandoli sbigottiti insieme alle guardie della prigione.
È doppiata da Mami Koyama in giapponese e da Simona Biasetti in italiano.
Gerry Strydum
È il generale che gestisce l'intero esercito degli stati uniti d'America. Affrontò col suo esercito Yujiro Hanma, durante la guerra del Vietnam, ritenuto ormai una minaccia per il mondo intero. Divenne in seguito suo amico e ottenne il rispetto da lui, poiché per cercare di uccidere l'Ogre, Strydum arrivò a sacrificare se stesso per bloccarlo e permettere ai suoi uomini di ucciderli insieme. Nonostante la trappola, entrambi sopravvissero. Osserva da lontano i miglioramenti di Baki, preparandosi ad usare i suoi soldati per tenere lontano i cittadini quando, padre e figlio inizieranno a combattere.
È doppiato da Hidetoshi Nakamura (Baki the Grappler), Yoshisada Sakaguchi (BAKI) e Takaya Hashi (Baki Hanma) in giapponese e da Maurizio Trombini in italiano.
Musashi Miyamoto
Il famoso samurai vissuto nel '600. Viene riportato in vita da uno scienziato tramite la clonazione e una volta sveglio inizia a uccidere chiunque gli capiti a tiro e perfino Retsu Kaioh trova la morte per mano sua. Inizialmente affrontato e sconfitto da Yujiro, alla fine viene definitivamente sconfitto da Hanma Baki e riportato nella tomba.

## Media

### Manga
- Grappler Baki (グラップラー刃牙?, Gurappurā Baki) ― Serie originale, serializzata su Weekly Shōnen Champion dal 1991 al 1999. Raccolto in 42 volumi, che comprende le saghe del Campione, del Bambino e del Torneo Massimo. Dal 2007 al 2008 è stato raccolto in un'edizione kanzenban in 24 volumi.[2][3] Per il numero dell'11 luglio 2019 di Weekly Shōnen Champion, Itagaki ha completamente ridisegnato il primo capitolo del manga.[3]

Questa serie è stata concessa in licenza per una versione nordamericana da Gutsoon! Entertainment, che lo ribattezzò Baki the Grappler. Hanno pubblicato i primi 46 capitoli nella loro rivista antologica di manga in lingua inglese Raijin Comics. Il primo numero della rivista è stato pubblicato il 18 dicembre 2002, ma nel luglio 2004 è stato interrotto. Erano previsti quattro volumi raccolti, ma non si sa se siano stati pubblicati.
- Baki (バキ, ufficialmente romanizzato come New Grappler Baki: In Search of Our Strongest Hero) ― Seconda serie, anch'essa serializzata su Weekly Shōnen Champion dal 1999 al 24 novembre 2005.[4] Raccolto in 31 volumi, comprende The Prisoners, the Chinese Challenge e le saghe di Alai Jr.

Questa serie è concessa in licenza per la distribuzione in inglese da Media Do International, che l'ha pubblicata in digitale tra agosto 2018 e agosto 2019. La società ha dichiarato che una futura versione cartacea è possibile e che sono interessati anche al manga originale.
- Baki Hanma (範馬刃牙?, Hanma Baki, ufficialmente romanizzato come Baki: Son of Ogre) — Terza serie, di nuovo serializzata su Weekly Shōnen Champion, iniziata il 1º dicembre 2005 e terminata il 16 agosto 2012.[5] Raccolto in 37 volumi, e comprende il Combattimento dell'Ombra, la Fortezza di Oliva, La Minaccia Preistorica, il Pugilato di Retsu Kaiou e lo scontro finale di Yujiro e Baki.
- Baki-Dou (刃牙道?, Baki Dō, lett. "Lo stile di Baki") ― Quarta serie, serializzata su Weekly Shōnen Champion dal 20 marzo 2014 al 5 aprile 2018.[5] Presenta Miyamoto Musashi che viene sfidato da vari personaggi Baki dopo essere stato riportato in vita nell'era moderna. Raccolta in 22 volumi.
- Bakidou (バキ道?, Bakidō) ― Quinta serie, serializzata su Weekly Shōnen Champion dal 4 ottobre 2018 al 15 giugno 2023.[6][7] Ha lo stesso nome del quarto, ma con il nome di Baki scritto in katakana invece che in kanji. Presenta Nomi no Sukune. Raccolta in 17 volumi.
- Baki Rahen (刃牙らへん?, Baki Rahen, lett. "Baki e altri") ― Sesta serie, ha iniziato la serializzazione su Weekly Shōnen Champion il 24 agosto 2023. Al momento, è stato pubblicato un solo volume.

#### Gaiden
- Grappler Baki Gaiden (グラップラー刃牙外伝?) - Ambientato subito dopo il Torneo Massimo, raffigura un incontro di wrestling tra Antonio Igari e Mount Toba. Nove capitoli pubblicati in un unico volume nel 1999.[8] Un epilogo per Igari è stato pubblicato nel numero 48 di Weekly Shōnen Champion il 27 ottobre 2022.[9]
- Baki: Tokubetsuhen Saga (バキ特別編SAGA?), o The Romantic Contact Chapter - Storia secondaria che si sviluppa contemporaneamente al volume 15 del secondo manga. Un volume pubblicato nel 2002.[10]
- Baki Gaiden: Scarface (バキ外伝 疵面 -スカーフェイス-?), o Scarface: La leggenda del pugno invincibile) - Serie spin-off, scritta e disegnata da Yukinao Yamauchi, che descrive le avventure yakuza di Kaoru Hanayama. Ha corso da marzo 2005 a dicembre 2007 in Champion Red, poi da luglio 2009 in Weekly Shōnen Champion. Raccolto in otto volumi.[11]
- Baki Hanma 10.5 Gaiden: Pickle (範馬刃牙10.5巻外伝ピクル?) - Ambientato dopo il volume 10 del terzo manga, introduce Pickle. Pubblicato in un unico volume nel 2008.[11]
- Baki Gaiden: Gaia (バキ外伝 GaiA?) - Serie spin-off, scritta e disegnata da Hitoshi Tomizawa, con protagonista Gaia. Pubblicato su Weekly Shōnen Champion nel 2009.
- Baki Domoe (バキどもえ?) - Spin-off comico, scritto e disegnato da Naoki Saito. Originariamente lanciato digitalmente su Weekly Shōnen Champion The Web nel 2010, poi serializzato in modo irregolare su Weekly Shōnen Champion e infine Bessatsu Shōnen Champion fino all'ottobre 2014.[11] Raccolta in tre volumi.
- Baki Gaiden: Kizuzura (バキ外伝創面?) - Serie spin-off, scritta e disegnata da Yukio Yamauchi, basata sulle avventure di Kaoru Hanayama al liceo. Ha iniziato a Bessatsu Shōnen Champion nel luglio 2012. Raccolta in tre volumi.[12]
- Baki Gaiden: Kenjin (バキ外伝拳刃?) - Serie spin-off, scritta e disegnata da Kengou Miyatani, che rappresenta e descrive le avventure di Doppo. Ha iniziato in Champion Red nel giugno 2013.[12] Raccolti in un unico volume.[13]
- Yuenchi: Baki Gaiden (ゆうえんち〜バキ外伝〜?) - Una raccolta di racconti che accadono all'interno del mondo Baki, scritta dall'autore Baku Yumemakura sul fratello maggiore di Katsumi Orochi di nome Mumon Katsuragi. È il principale responsabile della cattura dei cinque criminali più letali prima di incontrarli a Baki. Include anche personaggi dei suoi romanzi Garōden e Shishi no Mon, ed è disegnato da Keisuke Itagaki. Pubblicato su Weekly Shōnen Champion dal 2018. Raccolto in cinque volumi a febbraio 2022.
- Baki: Revenge Tokyo (バキ REVENGE TOKYO?) è uno spin-off speciale composto da cinque capitoli, ognuno dei prigionieri del braccio della morte dell'arco narrativo "Most Evil Death Row Convicts", che sono stati aggiunti all'edizione shinsōban di Baki nel 2018.
- Grappler Baki: Remake (グラップラー刃牙?) è un remake del capitolo 1 di Grappler Baki, è stato creato in onore del 50º anniversario della pubblicazione del Weekly Shōnen Champion. Il remake è composto da due capitoli.
- Baki Gaiden: Retsu Kaioh Isekai Tensei Shitemo Ikkō Kamawan! (バキ外伝 烈海王は異世界転生しても一向にかまわんッッ?) - Serie spin-off, disegnata da Eiji Murai e accreditata da Itagaki e Sai Ihara con la storia originale. Una serie isekai che raffigura Retsu Kaioh reincarnato in un altro mondo. È iniziato nel numero del 6 novembre 2020 di Monthly Shōnen Champion.[14] Raccolta in cinque volumi a giugno 2022.
- Baki Gaiden: Gaia to Sikorsky ~Tokidoki Nomura Futari Dakedo San'nin Kurashi~ (バキ外伝 ガイアとシコルスキー 〜ときどきノムラ 二人だけど三人暮らし〜?) - Serie spin-off, disegnata da Takaaki Hayashi, ambientata pochi giorni dopo il combattimento tra Gaia e Sikorsky. È iniziato nel numero del 6 ottobre 2022 di Monthly Shōnen Champion.[15]

#### Supplementi
- Grappler Baki: Red Dragon Side, Grappler Side - Compendio dei personaggi e degli eventi del mondo di Grappler Baki, copre fino al volume 23 della seconda saga.
- Grappler Baki: Blue Tiger Side, Fighting Side - Compendio di tutte le battaglie combattute e dei suoi risultati nel mondo di Grappler Baki, copre anche fino al volume 23 della seconda saga.

Al momento, nessuna parte del manga è edita in Italia.

### Anime
Nel 1994 è stata pubblicata un'original anime video (OAV) di 45 minuti. La storia è un adattamento fedele dei primi volumi del manga originale, adattando l'arco narrativo del torneo di karate (non adattato nella serie TV successiva) e il combattimento di Baki con Shinogi Koushou, successivamente adattato nell'episodio 18 della serie TV Baki the Grappler. È stato concesso in licenza e pubblicato con il titolo Grappler Baki: The Ultimate Fighter in North America dalla Central Park Media su VHS il 1º dicembre 1996 e in DVD il 1º dicembre 1998. La Manga Entertainment lo pubblicò in seguito in Australia e nel Regno Unito.
Un DVD di animazione originale di 15 minuti, denominato Baki: Most Evil Death Row Convicts Special Anime (バキ 最凶死刑囚編SP(スペシャル)アニメ?), è stato incluso nell'edizione limitata del 14° volume di Baki-Dou il 6 dicembre 2016. Tuttavia, adatta l'arco con lo stesso nome della seconda serie manga, che si intitola semplicemente Baki. Creato da Telecom Animation Film, è stato diretto da Teiichi Takiguchi e si concentra su cinque detenuti che evadono dal carcere da tutto il mondo e si recano in Giappone.
Una serie anime di 24 episodi è andata in onda su TV Tokyo tra l'8 gennaio 2001 e il 25 giugno 2001. L'anime è stato prodotto da Free-Will, un'etichetta discografica musicale. Una seconda serie di 24 episodi, intitolata Grappler Baki: Maximum Tournament (グラップラー刃牙 最大トーナメント編) è andata in onda dal 23 luglio 2001 al 24 dicembre 2001. Tutte le musiche della serie sono state scritte e composte da "Project Baki", e tutte le sigle eseguite da Ryōko Aoyagi. La sigla di apertura del primo anime è "Ai Believe" (哀 credere), mentre la sigla di chiusura è "Reborn". Per la seconda serie, "All Alone" è usata come apertura e "Loved..." come la chiusura. Baki the Grappler: Original Soundtrack è stato pubblicato il 27 marzo 2003.
Entrambe le serie sono state concesse in licenza per una versione in inglese nordamericano da Funimation. Entrambe le serie sono state pubblicate in 12 DVD, ciascuno con quattro episodi, a partire dal 14 giugno 2005, con l'ultimo uscito il 27 febbraio 2007. Due cofanetti sono stati pubblicati il 23 gennaio 2007 e il 25 marzo 2008, il primo includeva i volumi 1-6 (1ª serie), mentre il secondo includeva 7-12 (2ª serie). Un set che include tutti gli episodi è uscito il 2 settembre 2008.
La versione inglese di Funimation è stata uno degli spettacoli di lancio sul loro canale televisivo, Crunchyroll, che ha debuttato il 19 giugno 2006. Baki è stato trasmesso nei fine settimana alle 23:30 passando alla fascia oraria delle 22:00 il 4 settembre 2006. Doppiati in inglese, gli episodi sono stati modificati per il tempo, ma non sembrano essere stati modificati per il contenuto. La sigla di apertura è la canzone "Child Prey" della band metal giapponese Dir en grey, che ha firmato un contratto con la Free-Will.
Nel dicembre 2016, è stato annunciato che l'arco narrativo "Most Evil Death Row Convicts" della seconda serie manga avrebbe ricevuto un adattamento televisivo anime. Intitolata Baki, come la seconda serie manga, la serie di 26 episodi è diretta da Toshiki Hirano presso TMS Entertainment con il design dei personaggi gestito da Fujio Suzuki e le sceneggiature supervisionate da Tatsuhiko Urahata. Ha iniziato lo streaming su Netflix il 25 giugno 2018 in Giappone e ha iniziato lo streaming il 18 dicembre 2018, al di fuori del Giappone. La serie ha poi iniziato ad andare in onda su diversi canali televisivi giapponesi a partire da Tokyo MX il 1º luglio. La sua sigla di apertura è "Beastful" di Granrodeo e la sua sigla di chiusura "Resolve" è eseguita da Azusa Tadokoro con testi di Miho Karasawa. Sentai Filmworks lo ha fatto uscire in Blu-ray il 25 maggio 2021, con un nuovo doppiaggio inglese.
Netflix ha rinnovato la serie per una seconda stagione il 19 marzo 2019. Il 5 marzo 2020, è stato annunciato che lo staff principale TMS Entertainment sarebbe tornato a produrre la seconda stagione con l'aggiunta di un nuovo character designer e art director. La seconda stagione di 13 episodi che copre la "Grande sfida cinese" e gli archi narrativi di Alai Jr. è uscita in esclusiva su Netflix il 4 giugno 2020. La sua sigla di apertura è "Jounetsu wa Oboete Iru" eseguita da Granrodeo e la sua sigla di chiusura è "Dead Stroke" eseguita da Ena Fujita.
Nel settembre 2020 è stato annunciato che Hanma Baki - Son of Ogre sarebbe stato adattato come terza serie e sequel della seconda stagione della serie Netflix. La serie di 12 episodi è uscita su Netflix il 30 settembre 2021 con il titolo Baki Hanma. La sigla di apertura dello spettacolo è "Treasure Pleasure" eseguita da Granrodeo mentre la sua sigla di chiusura è "Unchained World" eseguita da Generations from Exile Tribe. Una seconda stagione è stata annunciata il 24 marzo 2022. La prima metà della seconda stagione è uscita il 26 luglio e la seconda metà il 24 agosto 2023. La seconda stagione ha due aperture e due finali. La sigla di apertura della prima parte è "The Beast" della Wagakki Band, mentre Upstart esegue la sigla di chiusura "Wilder". La seconda parte apre "Sarracenia" di Sky-Hi, mentre Be:First esegue la sigla di chiusura "Salvia".
Nel marzo 2024 è stato annunciato che Baki-Dou sarà adattato come quarta serie e sequel delle precedenti stagioni di Netflix.

#### Episodi diBaki the Grappler(2001)
Questa lista è suscettibile di variazioni e potrebbe essere incompleta o non aggiornata.

| Nº                                           | Giapponese 「Kanji」 - Rōmaji               | In onda           | In onda |
| Nº                                           | Giapponese 「Kanji」 - Rōmaji               | Giapponese        |         |
| Kid Saga/Underground Arena Saga (24 episodi) |                                             |                   |         |
| 1                                            | 「宿命への胎動」 - Shukumei e no Taidou     | 8 gennaio 2001    |         |
| 2                                            | 「蠢く者たち」 - Ugomeku Mono-Tachi         | 15 gennaio 2001   |         |
| 3                                            | 「夜叉岩の魔獣」 - Yasha Iwa no Majuu       | 22 gennaio 2001   |         |
| 4                                            | 「牙と絆」 - Kiba to Kizuna                 | 29 gennaio 2001   |         |
| 5                                            | 「戦士の心」 - Senshi no Kokoro             | 5 febbraio 2001   |         |
| 6                                            | 「侠客立ち」 - Kyoukaku Tachi               | 12 febbraio 2001  |         |
| 7                                            | 「握撃!」 - Nigiri Geki!                    | 19 febbraio 2001  |         |
| 8                                            | 「鬼」 - Oni                                | 26 febbraio 2001  |         |
| 9                                            | 「訣別」 - Ketsubetsu                       | 5 marzo 2001      |         |
| 10                                           | 「戦場」 - Senjou                           | 12 marzo 2001     |         |
| 11                                           | 「ガイア」 - GAIA                           | 19 marzo 2001     |         |
| 12                                           | 「噛み跡」 - Kami Ato                       | 26 marzo 2001     |         |
| 13                                           | 「挑む!」 - Idomu!                          | 2 aprile 2001     |         |
| 14                                           | 「夢を見たあと」 - Yume wo Mita             | 9 aprile 2001     |         |
| 15                                           | 「彼奴」 - Aitsu                            | 16 aprile 2001    |         |
| 16                                           | 「聖地への道」 - Seichi e no Michi          | 23 aprile 2001    |         |
| 17                                           | 「集結」 - Shuuketsu                        | 30 aprile 2001    |         |
| 18                                           | 「紐切り」 - Himo Giri                      | 7 maggio 2001     |         |
| 19                                           | 「対戦者」 - Taisen Sha                     | 14 maggio 2001    |         |
| 20                                           | 「名誉ある敗北」 - Meiyo aru                | 21 maggio 2001    |         |
| 21                                           | 「殺傷本能」 - Sasshou Honnou               | 28 maggio 2001    |         |
| 22                                           | 「両雄激突!」 - Ryouyuu                     | 4 giugno 2001     |         |
| 23                                           | 「武神、死神」 - Bushin, Shinigami          | 18 giugno 2001    |         |
| 24                                           | 「悪魔の報酬」 - Akuma no Houshuu           | 25 giugno 2001    |         |
| Maximum Tournament Saga (24 episodi)         |                                             |                   |         |
| 25                                           | 「開始!」 - Hajime! Kaishi!                 | 23 luglio 2001    |         |
| 26                                           | 「超A級リザーバー」 - Chou A kyuu RIZAABAA  | 30 luglio 2001    |         |
| 27                                           | 「ファイナルターゲット」 - FAINARUTAAGETTO  | 6 agosto 2001     |         |
| 28                                           | 「オーガ降臨」 - OUGA Kourin                | 13 agosto 2001    |         |
| 29                                           | 「ヤツと闘る権利」 - YATSU to Touru Kenri   | 20 agosto 2001    |         |
| 30                                           | 「達人」 - Tatsujin                         | 27 agosto 2001    |         |
| 31                                           | 「超えるべき者」 - Koeru Beki Mono          | 3 settembre 2001  |         |
| 32                                           | 「負けられぬ理由」 - Makerarenu Riyuu       | 10 settembre 2001 |         |
| 33                                           | 「武人対侠客」 - Takehito tai Kyoukaku      | 17 settembre 2001 |         |
| 34                                           | 「ファイティングキッズ」 - FAITEINGUKIZZU   | 24 settembre 2001 |         |
| 35                                           | 「牙」 - Kiba                               | 1 ottobre 2001    |         |
| 36                                           | 「究極! 愚地流」 - Kyuukyoku! Guchiryuu     | 8 ottobre 2001    |         |
| 37                                           | 「揃い踏み」 - Soroi Fumi                   | 15 ottobre 2001   |         |
| 38                                           | 「プロレス勝負!」 - PURORESU Shoubu!        | 22 ottobre 2001   |         |
| 39                                           | 「悲運! 音速拳」 - Hiun! Onsoku Kobushi     | 29 ottobre 2001   |         |
| 40                                           | 「明日を捨てた男」 - Ashita wo Suteta Otoko | 5 novembre 2001   |         |
| 41                                           | 「独歩、舞う!」 - Doppo, Mau!               | 12 novembre 2001  |         |
| 42                                           | 「継ぐ者」 - Tsugu Mono                     | 19 novembre 2001  |         |
| 43                                           | 「達人VS怪物」 - Tatsujin VS Kaibutsu       | 26 novembre 2001  |         |
| 44                                           | 「決勝（ファイナル）」 - Kesshou (FAINARU)  | 3 dicembre 2001   |         |
| 45                                           | 「シークレットウォー」 - SHIIKURETTOUOU     | 10 dicembre 2001  |         |
| 46                                           | 「進化する天才」 - Shinka Suru Tensai       | 17 dicembre 2001  |         |
| 47                                           | 「決着」 - Kecchaku                         | 24 dicembre 2001  |         |
| 48                                           | 「邂逅」 - Kaikou                           | 24 dicembre 2001  |         |

#### Episodi diBAKI(2018-2020)
| Nº                                            | Titolo italiano Giapponese 「Kanji」 - Rōmaji                                         | In onda           | In onda          |
| Nº                                            | Titolo italiano Giapponese 「Kanji」 - Rōmaji                                         | Giapponese        | Italiano         |
| Stagione 1: Parte 1 (13 episodi)              |                                                                                       |                   |                  |
| 1                                             | Sincronismo 「シンクロニシティ」 - Shinkuronishitei                                   | 25 giugno 2018    | 18 dicembre 2018 |
| 2                                             | Arti marziali oscure 「黒格闘技」 - Kuro kakutōgi                                     | 2 luglio 2018     | 18 dicembre 2018 |
| 3                                             | Finalmente sono qui! 「来た！来た！！来た！！！」 - Kita! Kita!! Kita!!!              | 9 luglio 2018     | 18 dicembre 2018 |
| 4                                             | La sfida ha inizio 「死闘開始!!」 - Shitō kaishi!!                                    | 16 luglio 2018    | 18 dicembre 2018 |
| 5                                             | Ne vuoi ancora? 「まだやるかい」 - Mada yaru kai                                      | 23 luglio 2018    | 18 dicembre 2018 |
| 6                                             | Il rapporto del sergente Katahira 「片平巡査の報告書」 - Katahira junsa no hōkoku-sho | 30 luglio 2018    | 18 dicembre 2018 |
| 7                                             | Una squadra formidabile 「最強タッグ」 - Saikyō taggu                                 | 6 agosto 2018     | 18 dicembre 2018 |
| 8                                             | I veri lottatori 「試合と本番」 - Shiai to honban                                     | 13 agosto 2018    | 18 dicembre 2018 |
| 9                                             | Shinshinkai sotto shock 「神心会激震!!」 - Shinshinkai gekishin!!                     | 20 agosto 2018    | 18 dicembre 2018 |
| 10                                            | Duello nell'aria 「空中決戦」 - Kūchū kessen                                          | 27 agosto 2018    | 18 dicembre 2018 |
| 11                                            | L'uccisore di tigri 「虎殺し」 - Tora koroshi                                         | 3 settembre 2018  | 18 dicembre 2018 |
| 12                                            | Dolci 「キャンディ」 - Kyandi                                                         | 10 settembre 2018 | 18 dicembre 2018 |
| 13                                            | Mister Oliver 「ミスターオリバ」 - Misutā Oriba                                       | 17 settembre 2018 | 18 dicembre 2018 |
| Stagione 1: Parte 2                           |                                                                                       |                   |                  |
| 14                                            | Libertà non concessa 「許されぬ自由」 - Yurusa renu jiyū                              | 24 settembre 2018 | 30 aprile 2019   |
| 15                                            | Potenza muscolare eccezionale 「超筋力」 - Chō kinryoku                               | 1º ottobre 2018   | 30 aprile 2019   |
| 16                                            | La lama 「斬撃」 - Zangeki                                                            | 8 ottobre 2018    | 30 aprile 2019   |
| 17                                            | Papà!! 「親父ッ!!」 - Oyajitsu!!                                                      | 15 ottobre 2018   | 30 aprile 2019   |
| 18                                            | Gratitudine 「アリガトウ」 - Arigatō                                                  | 22 ottobre 2018   | 30 aprile 2019   |
| 19                                            | Ammissione di sconfitta 「認めるかい？」 - Shitatameru kai?                           | 29 ottobre 2018   | 30 aprile 2019   |
| 20                                            | Saga 「ＳＡＧＡ」                                                                     | 4 novembre 2018   | 30 aprile 2019   |
| 21                                            | Punizione 「制裁」 - Seisai                                                           | 11 novembre 2018  | 30 aprile 2019   |
| 22                                            | Il maestro dell'ambiente 「超雄対決！」 - Chō o taiketsu!                             | 18 novembre 2018  | 30 aprile 2019   |
| 23                                            | Il vero attacco 「本当の攻撃」 - Hontō no kōgeki                                      | 25 novembre 2018  | 30 aprile 2019   |
| 24                                            | Sconfitta 「敗北」 - Haiboku                                                          | 2 dicembre 2018   | 30 aprile 2019   |
| 25                                            | Dio e il diavolo 「神と鬼」 - Kami to oni                                             | 9 dicembre 2018   | 30 aprile 2019   |
| 26                                            | Il torneo centenario 「大擂台賽」 - Otsudaisai                                        | 16 dicembre 2018  | 30 aprile 2019   |
| La saga del grande torneo Raitai (13 episodi) |                                                                                       |                   |                  |
| 27                                            | Parte il torneo centenario 「開幕！大擂台賽」 - Kāimù! Dà Lèitái Sài                  | 4 giugno 2020     | 4 giugno 2020    |
| 28                                            | Svolta 「裏返り」 - Uragaeri                                                          | 4 giugno 2020     | 4 giugno 2020    |
| 29                                            | Recupero delle forze 「復活ッッ！！」 - Fukkatsu~tsu~tsu!!                            | 4 giugno 2020     | 4 giugno 2020    |
| 30                                            | Le squadre sono pronte! 「チーム結成！」 - Chīmu Kessei!                              | 4 giugno 2020     | 4 giugno 2020    |
| 31                                            | Mani in tasca 「ハンドポケット」 - Handopoketto                                       | 4 giugno 2020     | 4 giugno 2020    |
| 32                                            | Ottimo! 「スバラシイッッ」 - Subarashii~tsu~tsu                                       | 4 giugno 2020     | 4 giugno 2020    |
| 33                                            | Kaioh 「海皇」 - Kaikō                                                                | 4 giugno 2020     | 4 giugno 2020    |
| 34                                            | I più forti 「スバラシイッッ」 - Saikyō no Shōgō                                      | 4 giugno 2020     | 4 giugno 2020    |
| 35                                            | Il maestro e il pugile 「達人ＶＳボクサー」 - Tatsujin vs Bokusā                      | 4 giugno 2020     | 4 giugno 2020    |
| 36                                            | Alzati e continua a lottare                                                           | 4 giugno 2020     | 4 giugno 2020    |
| 37                                            | Risveglio 「覚醒」 - Kakusei                                                          | 4 giugno 2020     | 4 giugno 2020    |
| 38                                            | Completamento 「完成」 - Kansei                                                       | 4 giugno 2020     | 4 giugno 2020    |
| 39                                            | Vendetta a Tokyo 「REVENGE TOKYO」                                                    | 4 giugno 2020     | 4 giugno 2020    |

#### Episodi diBaki Hanma(2021-2023)
| Nº                      | Titolo italiano Giapponese 「Kanji」 - Rōmaji                                                             | In onda           | In onda           |
| Nº                      | Titolo italiano Giapponese 「Kanji」 - Rōmaji                                                             | Giapponese        | Italiano          |
| Stagione 1 (12 episodi) | |                   |                   |
| 1                       | L'anziano più forte del mondo 「世界一の高校生」 - Sekai Ichi no Kōkōsei                                  | 30 settembre 2021 | 30 settembre 2021 |
| 2                       | Arti marziali tra creature diverse 「異“種”格闘技」 - I “Shu” Kakutōgi                                    | 30 settembre 2021 | 30 settembre 2021 |
| 3                       | Prigione e inferno 「監獄と地獄」                                                                         | 30 settembre 2021 | 30 settembre 2021 |
| 4                       | Il numero due 「2」 - Sekan                                                                               | 30 settembre 2021 | 30 settembre 2021 |
| 5                       | I terribili tre 「恐怖の三つ子」 - Kyōfu no Mitsugo                                                       | 30 settembre 2021 | 30 settembre 2021 |
| 6                       | Uomo di mare 「海の賊」 - Umi no Zoku                                                                     | 30 settembre 2021 | 30 settembre 2021 |
| 7                       | Super macho e super macho 「超雄と超雄」 - Chōyū to Chōyū                                                 | 30 settembre 2021 | 30 settembre 2021 |
| 8                       | Stile Gilberto 「ジルベルトスタイル」 - Jiruberuto Sutairu                                                | 30 settembre 2021 | 30 settembre 2021 |
| 9                       | Il momento della decisione 「決着の刻」 - Ketchaku no Toki                                                | 30 settembre 2021 | 30 settembre 2021 |
| 10                      | Non ti diverti? 「笑えねぇのかい！？」 - Waraenē no Kai!?                                                 | 30 settembre 2021 | 30 settembre 2021 |
| 11                      | Il racconto della guardia carceraria 「刑務官は語る」 - Keimukan wa Kataru                                | 30 settembre 2021 | 30 settembre 2021 |
| 12                      | Oltre alla forza 「筋肉の向こう側」 - Kinniku no Mukōgawa                                                 | 30 settembre 2021 | 30 settembre 2021 |
| Stagione 2 (27 episodi) | |                   |                   |
| 13                      | Una nuova storia dell'umanità 「新説人類史」 - Shinsetsu jinrui-shi                                       | 26 luglio 2023    | 26 luglio 2023    |
| 14                      | Completamente circondato 「完全包囲」 - Kanzen hōi                                                        | 26 luglio 2023    | 26 luglio 2023    |
| 15                      | La forza della natura contro la potenza della lotta 「自然力VS武力」 - Shizen-ryoku VS buryoku            | 26 luglio 2023    | 26 luglio 2023    |
| 16                      | Le lacrime di Pickle 「ピクルの涙」 - Pikuru no namida                                                    | 26 luglio 2023    | 26 luglio 2023    |
| 17                      | Desideravo vederti 「ただ会いたくて」 - Tada aitakute                                                     | 26 luglio 2023    | 26 luglio 2023    |
| 18                      | Oltre la barriera del suono 「音速の向こう側」 - Onsoku no mukō-gawa                                      | 26 luglio 2023    | 26 luglio 2023    |
| 19                      | Il momento clou 「灼熱の時」 - Shakunetsu no toki                                                         | 26 luglio 2023    | 26 luglio 2023    |
| 20                      | Un selvaggio che prega 「祈る野生」 - Inoru yasei                                                         | 26 luglio 2023    | 26 luglio 2023    |
| 21                      | Divorarsi a vicenda 「喰らい合い」 - Kurai Ai                                                             | 26 luglio 2023    | 26 luglio 2023    |
| 22                      | Riserva di cibo 「早贄」 - Hayanie                                                                        | 26 luglio 2023    | 26 luglio 2023    |
| 23                      | Il debole che mangia il forte 「強肉弱食」 - Tsuyo Nikujakushoku                                          | 26 luglio 2023    | 26 luglio 2023    |
| 24                      | Il vero volto 「最終形態」 - Saishū keitai                                                                | 26 luglio 2023    | 26 luglio 2023    |
| 25                      | La regola non scritta della lotta 「闘いの不文律(おきて)」 - Tatakai no fubunritsu (okite)                | 26 luglio 2023    | 26 luglio 2023    |
| 26                      | Morire per amore 「恋に殉じる」 - Koi ni junjiru                                                          | 24 agosto 2023    | 24 agosto 2023    |
| 27                      | Presentimento 「始まりの予感」 - Hajimari no yokan                                                        | 24 agosto 2023    | 24 agosto 2023    |
| 28                      | Un nuovo orizzonte 「新たなる境地」 - Aratanaru kyōch                                                     | 24 agosto 2023    | 24 agosto 2023    |
| 29                      | Un promoter leggendario 「伝説の興行師（プロモーター）」 - Densetsu no kōgyō-shi (Puromōtā)               | 24 agosto 2023    | 24 agosto 2023    |
| 30                      | Il tavolino distrutto 「ちゃぶ台返し」 - Chabudai-gaeshi                                                  | 24 agosto 2023    | 24 agosto 2023    |
| 31                      | Il dio della boxe 「拳闘（ボクシング）の神」 - Kentō (bokushingu) no kami                                 | 24 agosto 2023    | 24 agosto 2023    |
| 32                      | A ognuno il proprio metodo 「それぞれの流儀」 - Sorezore no ryūgi                                         | 24 agosto 2023    | 24 agosto 2023    |
| 33                      | Padre e figlio al ristorante 「親子の晩餐」 - Oyako no bansan                                             | 24 agosto 2023    | 24 agosto 2023    |
| 34                      | Il più grande combattimento padre-figlio della storia 「史上最強の親子喧嘩」 - Shijō saikyō no oyakogenka | 24 agosto 2023    | 24 agosto 2023    |
| 35                      | La leggenda metropolitana 「都市伝説」 - Toshi densetsu                                                   | 24 agosto 2023    | 24 agosto 2023    |
| 36                      | Lacrime 「こみ上げる涙」 - Komiageru namida                                                               | 24 agosto 2023    | 24 agosto 2023    |
| 37                      | Figlio, padre e... 「息子、父、そして・・・」 - Musuko, chichi, soshite...                                | 24 agosto 2023    | 24 agosto 2023    |
| 38                      | Dress 「ドレス」 - Doresu                                                                                 | 24 agosto 2023    | 24 agosto 2023    |
| 39                      | Un assaggio di papà 「親父の味」 - Oyaji no aji                                                           | 24 agosto 2023    | 24 agosto 2023    |

#### Baki Hanma VS Kengan Ashura(2024)
Durante l'AnimeJapan 2024, è stata annunciata una collaborazione tra Baki e la serie di Kengan Ashura, tratta dall'omonimo manga di Yabako Sandrovich e Daromeon. Si tratta di un film crossover che è stato pubblicato da Netflix il 6 giugno 2024. Il film dura 68 minuti.

### Colonna sonora

#### Sigle
Sigle di apertura di Baki the Grappler
1. Ai Believe, di Project Baki (ep. 1-24)
2. All Alone, di Project Baki (ep. 25-48)
3. Child Prey, di Dir En Grey (sigla d'apertura dell'edizione americana, ep. 1-48)

Sigle di chiusura di Baki the Grappler
1. Reborn, di Project Baki (ep. 1-24)
2. Loved..., di Project Baki (ep. 25-48)

Sigle di apertura di BAKI
1. BEASTFUL, di Granrodeo (ep. 1-13)[34]
2. The Gong of Knockout, di Fear, and Loathing in Las Vegas (ep. 14-26)
3. Jounetsu wa Oboete Iru, di Granrodeo (ep. 27-39)[35]

Sigle di chiusura di BAKI
1. Resolve, di Azusa Tadokoro e Miho Karasawa (ep. 1-13)[34]
2. BEAUTIFUL BEAST, di DEVIL NO ID (ep. 24-26)[36]
3. DEAD STROKE, di Eja Fujita (ep. 27-39)[37]

Sigle di apertura di Baki Hanma
1. Treasure Pleasure, di Granrodeo (ep. 1-12)[38]
2. The Beast, di Wagakki Band (ep. 13-25)[39]
3. Sarracenia, di SKY-HI (ep. 26-39)[40]

Sigle di chiusura di Baki Hanma
1. Unchained World, di GENERATIONS from EXILE TRIBE (ep. 1-12)[41]
2. WILDER, di UPSTART (ep. 13-25)[39]
3. Salvia, di BE:FIRST (ep. 26-39)[40]

### Videogiochi
Ci sono stati alcuni videogiochi basati sulla serie. Un gioco di combattimento sviluppato da Tomy è stato pubblicato per PlayStation 2 come Grappler Baki: Baki Saikyō Retsuden (グラップラー刃牙 バキ最強列伝, Gurappurā Baki - Baki Saikyō Retsuden) in Giappone nel 2000 e come Fighting Fury nel Regno Unito nel 2003. Baki the Grappler: Ultimate Championship è uscito per Android nel 2017. È stato creato un gioco di carte per browser web chiamato Typing Grappler Baki. Un altro browser game, Hanma Baki - Baki, era per Yahoo! Mobage. Yujiro Hanma appare come personaggio sbloccabile nel gioco per PlayStation 2, Garōden: Breakblow – Fist or Twist.

## Accoglienza
A maggio 2021, le varie serie Baki avevano in circolazione oltre 85 milioni di volumi raccolti. La serie spin-off Baki Gaiden: Scarface aveva 3,5 milioni di copie stampate a febbraio 2019.
A maggio 2024, le serie principali di Baki e le serie spin-off hanno 100 milioni di volumi in circolazione.
Allen Divers e Jason Thompson, entrambi autori di Anime News Network, hanno brevemente descritto la serie rispettivamente come "molto avvincente" e un "manga di combattimento demenziale".
Anime News Network ha chiesto a quattro diversi scrittori di recensire il primo volume della seconda serie manga. Faye Hopper gli ha dato il punteggio più alto, quattro su cinque, e ha scritto di essere rimasta affascinata dall'intera lettura con il suo fascino che risiede nella "sua assurdità sostenuta dalla sua arte assolutamente incredibile". Amy McNulty gli ha dato un voto di 2,5 e ha anche elogiato l'arte di Itagaki, ma ha ritenuto che il design dei personaggi non fosse particolarmente memorabile. Ha anche scritto che il volume "riesce a identificare la posta in gioco, ma fallisce completamente nell'ancorare il lettore con personaggi di cui preoccuparsi". Rebecca Silverman e Teresa Navarro gli hanno dato entrambe un 2 e hanno notato il suo status di "libro di preparazione", con ogni nuovo personaggio introdotto allo stesso modo. Sia Hopper che Silverman hanno detto che Baki ricordava loro Le bizzarre avventure di JoJo.
Recensendo i primi 24 episodi dell'anime del 2001, Mark Thomas di Mania Entertainment gli ha dato un rating B, affermando che i fan delle serie shōnen e di combattimento lo apprezzerebbero, ma gli altri dovrebbero guardare altrove. Sentiva che aveva un sacco di scene di combattimento buone e realistiche, ma non era all'altezza della storia. Spiegando che, nonostante molti archi narrativi, alla fine sembra una messa a punto per la seconda stagione. Thomas ha dato lo stesso voto agli ultimi 24 episodi e ha "moderatamente raccomandato" la serie. Mentre ha iniziato a godersi di più questo set grazie al suo focus più sull'azione, ha dichiarato che non mostrare il combattimento finale di Baki con Yujiro, che è stato costruito per l'intero show, lo ha davvero rovinato per lui.
Il film commedia del 2012 Graffreeter Toki è basato sull'omonima opera teatrale del marzo 2011, che a sua volta è stata ispirata da Grappler Baki.
Il sociologo Junko Kaneda interpretò Baki the Grappler come omoerotico e pubblicò un libro di saggi su di esso intitolato Notes of a Girl Who Spent 30 Hours a Day for 300 Days Thinking "So Baki the Grappler Is BL, Right?" Il saggio è stato adattato in una serie televisiva live-action intitolata A Story of Grappler Baki and Me (グラップラー刃牙はBLではないかと考え続けた乙女の記録ッッ?, Gurappurā Baki wa BL de wa Nai ka to Kangaetsuzuketa Otome no Kiroku) che è stata trasmessa su WOWOW nell'agosto 2021.